# Norbert Carbonnaux
Norbert Carbonnaux (Neuilly-sur-Seine, 28 marzo 1918 – 6 novembre 1997) è stato un regista cinematografico e sceneggiatore francese.

## Filmografia

### Regista
- 1951: 90 degrés à l'ombre
- 1953: La Tournée des grands ducs
- 1954: Les Corsaires du Bois de Boulogne
- 1956: Short Head
- 1958: Le Temps des œufs durs
- 1960: Candide ou l'Optimisme au XXe siècle
- 1962: La gamberge
- 1967: Toutes folles de lui
- 1971: L'Ingénu

### Sceneggiatore
- 1947: Les Atouts de Monsieur Wens di Émile-Georges De Meyst (dialogo)
- 1952: Bille de clown di Jean Wall
- 1952: Le Costaud des Batignolles di Guy Lacourt
- 1953: Mon frangin du Sénégal di Guy Lacourt

### Attore
- 1971: Léa l'hiver di Marc Monnet